# Alice Lounsberry
 (mars 2023).
Si vous disposez d'ouvrages ou d'articles de référence ou si vous connaissez des sites web de qualité traitant du thème abordé ici, merci de compléter l'article en donnant les références utiles à sa vérifiabilité et en les liant à la section « Notes et références ».
Alice Lounsberry (6 novembre 1873 - 21 novembre 1949) est une botaniste et une autrice américaine active aux États-Unis à la fin du XIXe siècle et au début du XXe siècle. Elle a travaillé en étroite collaboration avec l'artiste botaniste australienne Ellis Rowan, publiant trois livres avec elle comme illustratrice.

## Biographie
Alice Lounsberry est la fille de James Smith Alice Lounsberry et de Sarah Woodruff (Burrows) Alice Lounsberry. Elle fait ses études à l'école de Sylvanus Reed, à New York. Alice Lounsberry vient rendre visite à Ellis Rowan lorsque ce dernier était hospitalisé pour une grippe à Washington, D.C., vers 1896-1897. Alice Lounsberry propose alors à l'artiste d'illustrer son futur livre sur les fleurs sauvages. Rowan accepte, mais change ses plans pour retourner en Europe.
Sur une période de deux ans ou plus, ils parcourent le sud-est des États-Unis à la recherche de plantes indigènes. La première année, ils se rendent en Floride, explorant notamment la rivière St. Johns. Ils visitent ensuite la région des Appalaches du Sud, notamment Roan Mountain, au Tennessee, et Grandfather Mountain, en Caroline du Nord. L'année suivante, ils retournent dans cette région, travaillant à l'herbier du Biltmore Estate à Asheville, en Caroline du Nord. C'est probablement là qu'Alice Lounsberry fait la connaissance de Chauncey Beadle. Selon Samuel, c'est à Asheville que Rowan reçoit la nouvelle que son fils Eric (appelé "Puck") a été tué en Afrique. Cela aurait eu lieu dans la période 1899-1900, vraisemblablement pendant la deuxième guerre des Boers (1899-1902).
Alice Lounsberry et Rowan n'ont pas travaillé sur un autre livre après la publication de Southern Wildflowers and Trees en 1901. Rowan poursuivit sa tournée dans l'ouest des États-Unis, puis retourne en Australie vers 1904-1905. Alice Lounsberry écrit plusieurs autres ouvrages sur la botanique et le jardinage, mais aucun ne semble jouir de la popularité de ses ouvrages avec Rowan, d'après leur abondance sur le marché des livres d'occasion, vers 2006.

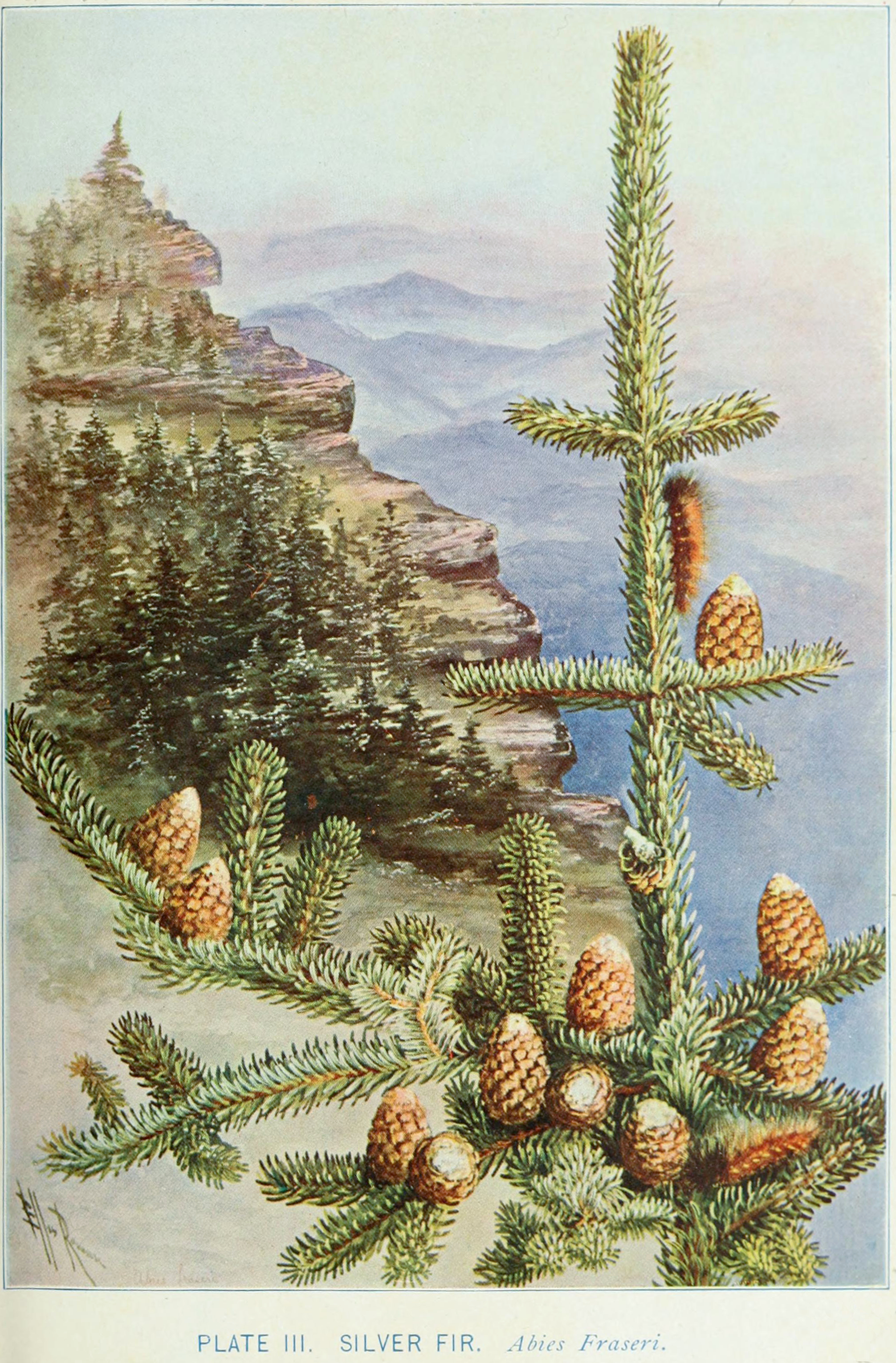
Frasier Fir, extrait de Southern Wildflowers and Trees (1901)

Les ouvrages publiés par Alice Lounsberry comprennent :
- A Guide to the Wild Flowers (1899), illustrations d'Ellis Rowan, introduction de Nathaniel Lord Britton. New York : Frederick A. Stokes Company.
- A Guide to the Trees (1900), illustrations d'Ellis Rowan, introduction de Nathaniel Lord Britton. New York : Frederick A. Stokes Company.
- Southern Wild Flowers and Trees (1901), illustrations d'Ellis Rowan, introduction de Chauncey Beadle. New York : Frederick A. Stokes Company. (Critique dans le numéro du 30 mai 1901 de The Nation).
- The Wildflower Book for Young People (1906). New York : Frederick A. Stokes Company. (Article paru dans le numéro du 26 mars 1908 de The Nation).
- Gardens Near the Sea (1910). New York : Frederick A. Stokes Company. (Article paru dans le numéro du 8 décembre 1910 de The Nation).
- Frank and Bessie's Forester (1912). New York : Frederick A. Stokes Company.

En outre, une Alice Lounsberry, apparemment la même personne que le botaniste, est l'autrice d'une biographie historique : Sir William Phips, Treasure Fisherman and Governor of the Massachusetts Bay Colony (1941), publiée à New York par C. Scribner's and sons. Le Dictionnaire biographique du Canada qualifie cet ouvrage de « curieux mélange de recherche et d'imagination, en grande partie non critique ».